# Rito caldeo
Il rito siriaco orientale è una liturgia cristiana, anche nota come rito assiro-caldeo, rito assiro, rito caldeo o rito persiano, anche se ebbe origine ad Edessa, in Mesopotamia.
Storicamente è il rito utilizzato dalla Chiesa d'Oriente; inoltre è in uso nelle chiese da essa derivate, anche quelle in comunione con il papa: la Chiesa cattolica caldea e la Chiesa cattolica siro-malabarese.
La lingua liturgica è il siriaco, un idioma derivato dall'aramaico, parlato in una forma moderna da una parte dei fedeli.

## Storia
L'origine storica del rito è ignota. Secondo la tradizione, durante il suo viaggio verso l'India, Tommaso apostolo affidò la guida delle comunità cristiane di Mesopotamia e di Persia ad Addai e Mari, a cui è attribuita la stesura dell'originale liturgia siriaca.

Alcuni considerano invece questa liturgia uno sviluppo del rito antiocheno.
La Chiesa d'Oriente, che nel 410 si organizzò sotto il vescovo di Seleucia-Ctesifonte, capitale dell'Impero sasanide, vescovo al quale si diede il titolo di Catholicos o Patriarca, decretò nel 424 che il Catholicos era capo supremo della chiesa, soggetto a nessuna autorità terrena: "Le orientali non devono portare lagnanze contro il loro Patriarca davanti ai Patriarchi occidentali; ogni causa non risolta davanti a lui deve attendere il verdetto di Cristo. Rifiutò di accettare la condanna di Nestorio nel Concilio di Efeso (431), provocando uno scisma, e, per molti secoli, l'opera missionaria di questa chiesa ebbe successo, diffondendosi in Persia, Tartaria (ossia l'Asia centrale), Mongolia, Cina e India, sviluppandosi su posizioni autonome, svincolate dalla cristianità nell'Impero romano.
Intorno al 650 il patriarca Yeshuyab III operò una riforma del rito.
Alla fine del XIV secolo, le conquiste di Tamerlano misero in ginocchio la pur fiorente chiesa, riducendola a poche scarne comunità in Persia, Iraq, Turchia, Cipro, India e a Socotra. Di qui ebbero luogo diverse scissioni e riconciliazioni con la Chiesa di Roma, che hanno portato alle varianti cattoliche del rito originario.

Il 6 marzo 2021 viene celebrata per la prima volta da un pontefice cattolico una messa in rito caldeo: si tratta della messa presieduta da papa Francesco presso la cattedrale di San Giuseppe a Baghdad, durante la sua visita apostolica in Iraq.

## Eucaristia
La celebrazione eucaristica prevede tre possibili anafore:
- l'anafora di Addai e Mari;
- l'anafora di Nestorio;
- l'anafora di Teodoro di Mopsuestia.

La preghiera dei due apostoli è la forma standard, utilizzata per la maggior parte dell'anno, da cui deriva la versione malabarese.

La seconda è utilizzata durante le feste dell'Epifania, di San Giovanni Battista e dei Dottori Greci.

La terza è utilizzata dalla Domenica di Avvento alla Domenica delle Palme.
La liturgia eucaristica è preceduta da una preparazione, ufficio della prothesis, che include la solenne preparazione del pane, lievitato nell'uso nestoriano. La farina è mescolata con olio e lievito sacro (malka), che - secondo la leggenda - «ci fu dato e tramandato dai santi padri Mar Addai e Mar Mari e Mar Tuma». 
I Caldei cattolici utilizzano pane azzimo.

## Altri sacramenti
Il battesimo è amministrato contestualmente a un'unzione, equivalente alla Cresima, come in uso in tutte le Chiese orientali.
I nestoriani non prevedono i sacramenti della penitenza e dell'unzione degli infermi; i caldei cattolici hanno dovuto mutuare il primo dal rito latino e il secondo dai riti bizantino e siriaco-occidentale.

## Calendario liturgico
L'anno liturgico è suddiviso in periodi di circa sette settimane, chiamate Shawu'i: Avvento (chiamato Subara, «annunciazione»), Epifania, Quaresima, Pasqua, gli Apostoli, Estate, Elia e la croce, Mosé e Dedicazione (Qudash idta). "Mosé" e "Dedicazione" constano di sole quattro settimane. Le domeniche sono perlopiù intitolate alla Shawu'a in cui cadono, p.e. "quarta domenica di Epifania" o "seconda domenica di Annunciazione".